# Tu vivras, mon fils
Tu vivras, mon fils : l'extraordinaire récit d'un rescapé de l'enfer cambodgien est un livre de Pin Yathay dans lequel il fait le récit de sa tragédie personnelle et celle du peuple cambodgien, à l’avènement au pouvoir des khmers rouges de Pol Pot.
Le livre, paru en 1987, est réédité aux Éditions Archipel en 2005 et compte 308 pages.

## Résumé
Dans Tu vivras mon fils, Pin Yathay raconte sa fuite de l’enfer des Khmers rouges et la perte de tous les membres de sa famille.
Considéré comme un bourgeois capitaliste à l'instar de milliers d'autres, Pin Yathay et sa famille, composée de huit personnes, sont envoyés travailler comme ouvriers agricoles non rémunérés dans les campagnes. Pendant plus de deux ans, il va lutter pour ne pas sombrer, tandis qu'autour de lui, un à un, ses proches meurent, victimes de maladie et de fatigue extrême,,,,.

## Réception critique
Tu vivras mon fils, est considéré comme le récit le plus complet des exactions des khmers rouges. Certains critiques littéraires le considère comme le témoignage d'outre-tombe de l'enfer communiste Khmer rouge. Ils disent qu'on y trouve, en plus du tragique témoignage, une profonde analyse du système totalitaire communiste,,.